# Zeuzère du poirier
Zeuzera pyrina
Espèce
La Zeuzère du poirier ou Zeuzère du marronnier, Zeuzera pyrina, est une espèce d'insectes de l'ordre des lépidoptères (papillons) et de la famille des Cossidae, dont la larve se développe dans le bois des branches et du tronc de plusieurs espèces d'arbres et arbustes. Ce ravageur peut provoquer des dégâts importants sur des arbres fruitiers comme le poirier et le pommier.

## Dénomination
La Zeuzère du poirier a été dénommée Zeuzera pyrina par Carl von Linné en 1761 sous le protonyme Phalaena pyrina Linnaeus, 1761.
Autres noms vernaculaires : la Zeuzère du marronnier, la Coquette.

## Description

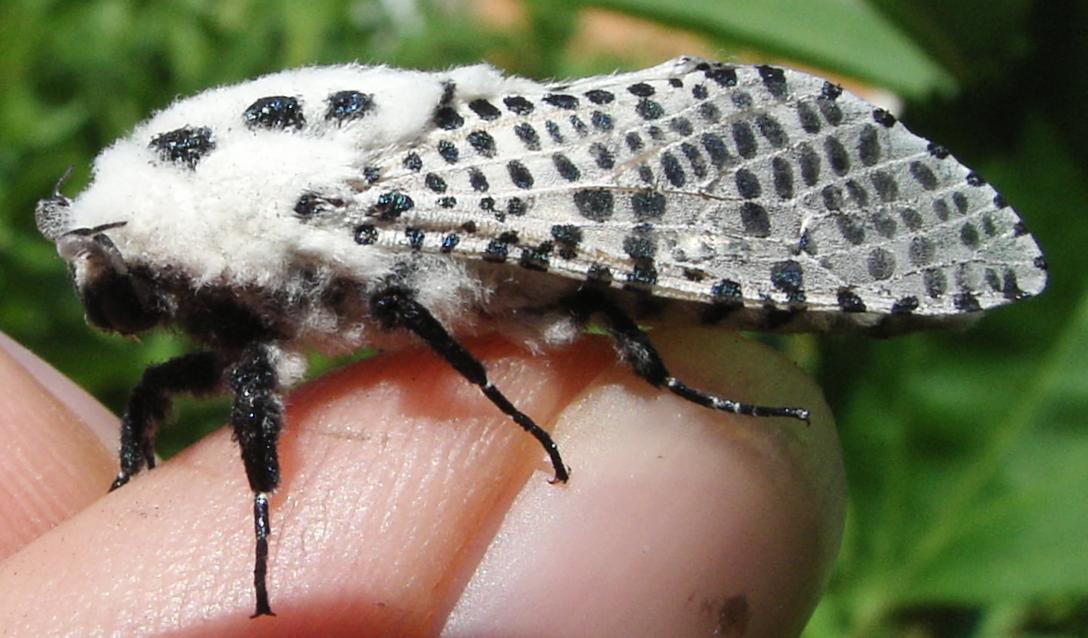
Zeuzera pyrina

L'insecte adulte est un papillon de 50 à 60 mm environ d'envergure chez la femelle; le mâle, plus petit, mesure de 35 à 40 mm. Les ailes sont blanches, parsemées de taches bleuâtres. Le thorax blanc porte six taches bleues.
La larve est une chenille de 50 mm de long environ au corps jaune vif marqué de petits points noirs.

## Galerie de photos

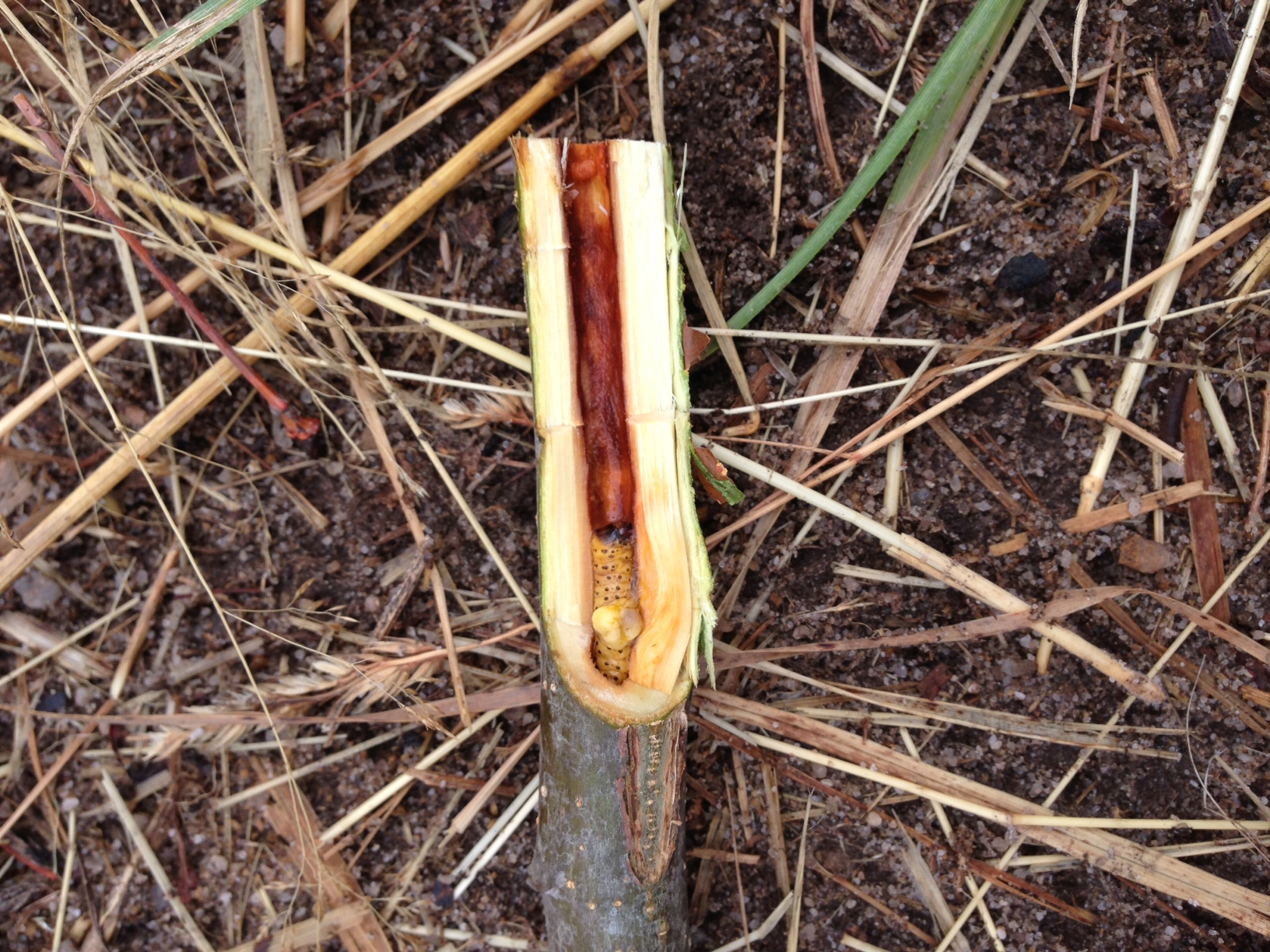
Zeuzère creusant sa galerie dans une branche de pommier.
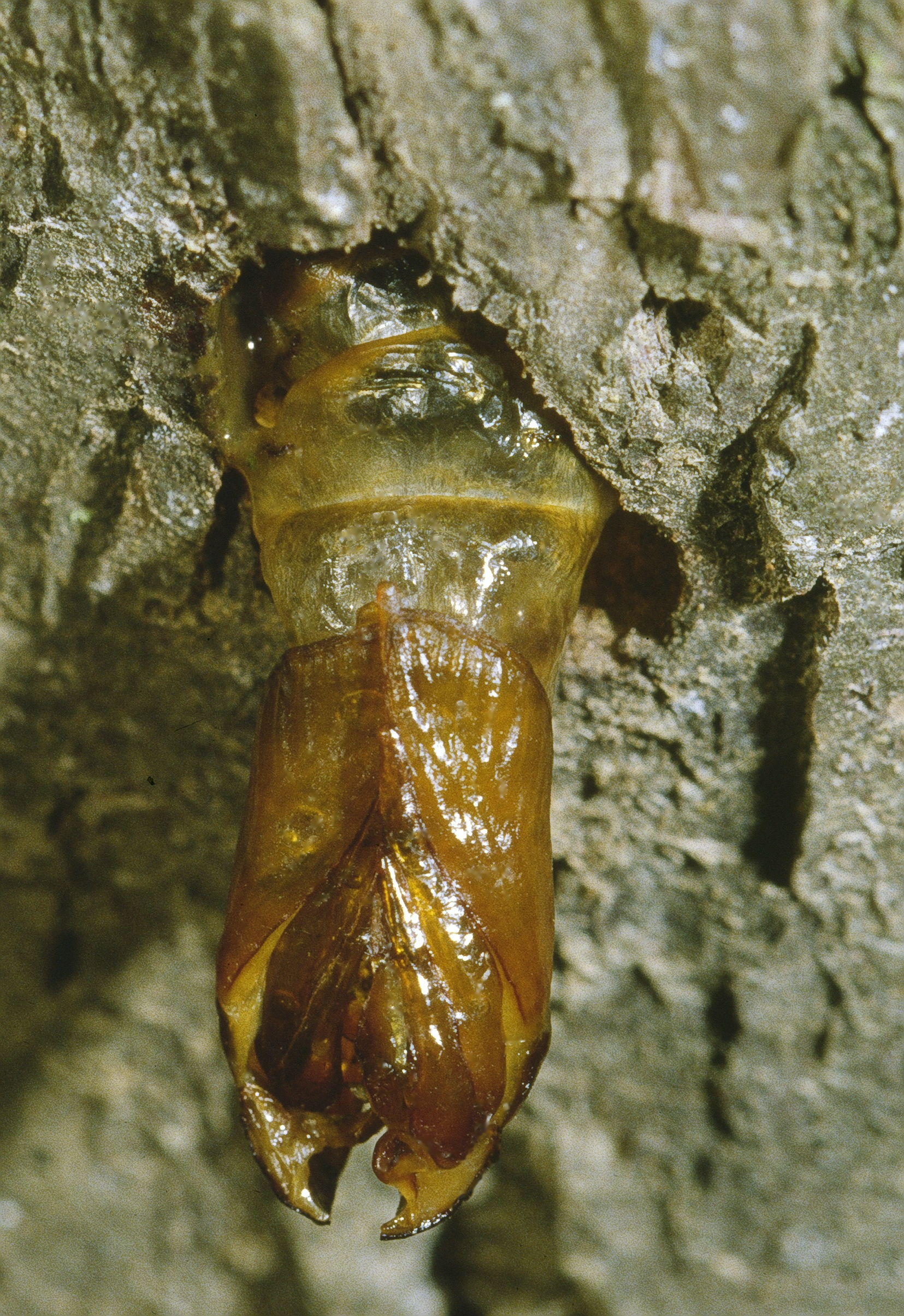
Chrysalide vide après l'émergence de l'imago
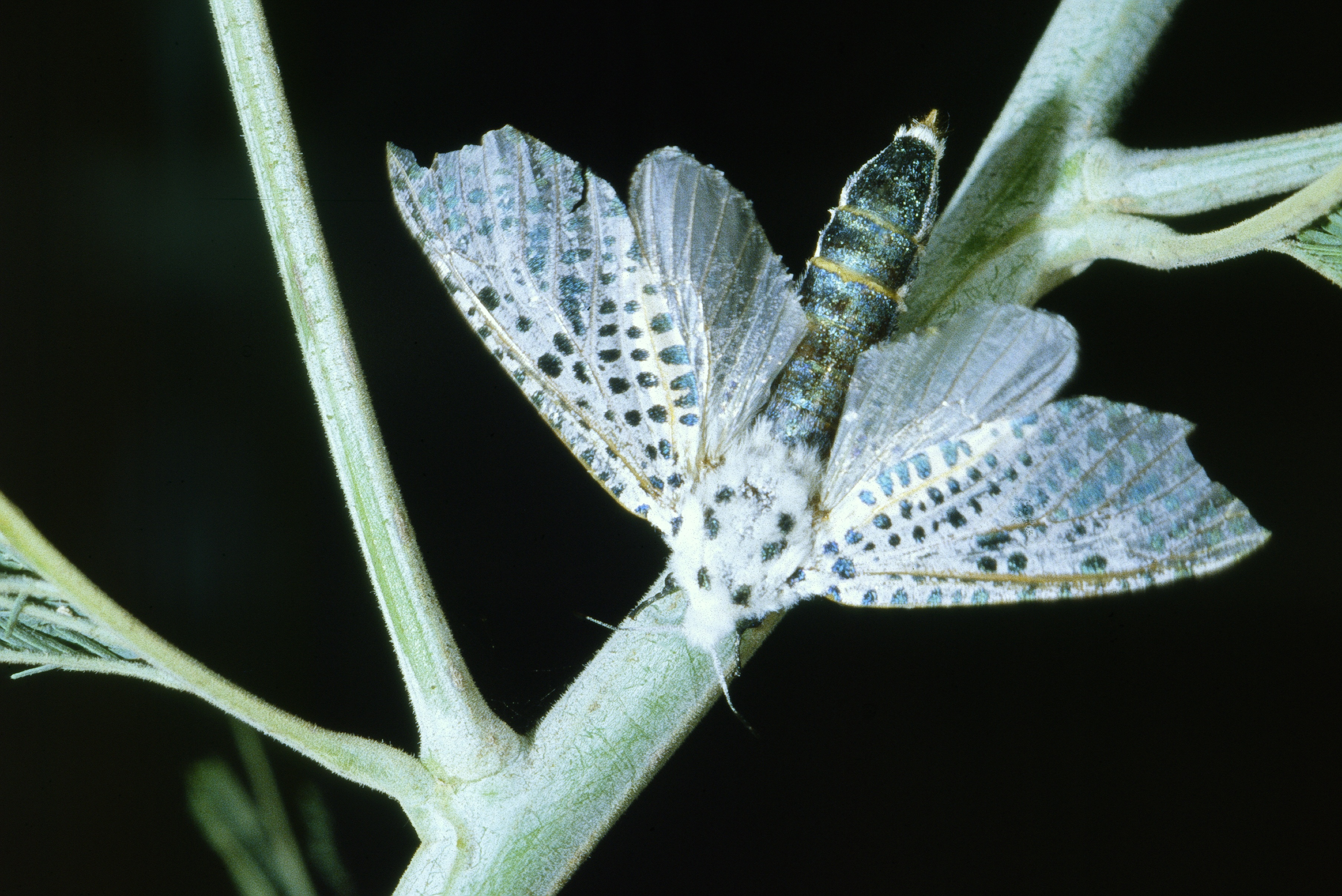
Un imago, quelques heures après l'émergence
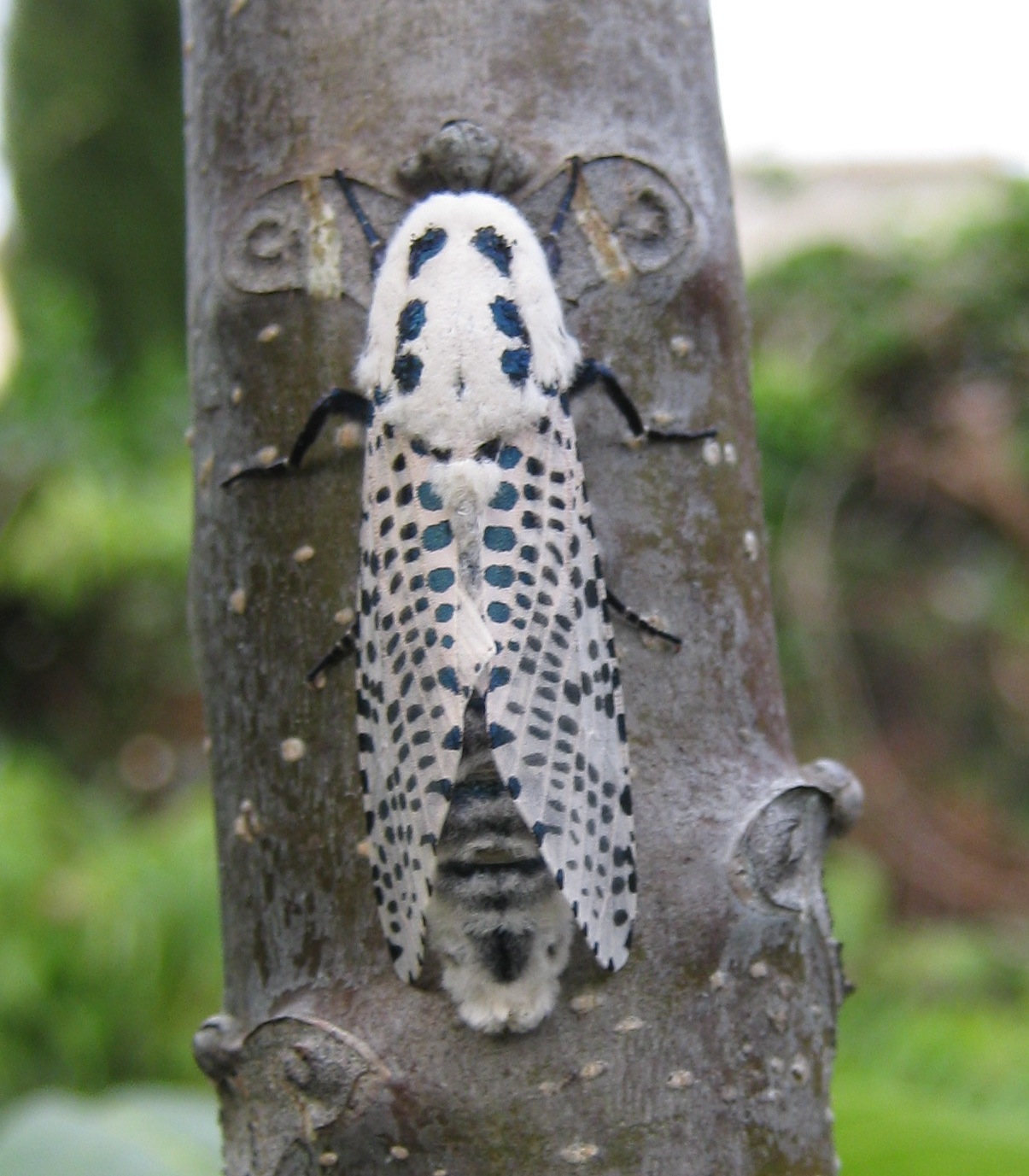
Zeuzera pyrina sur un tronc de jeune noyer - juin (Vaucluse)
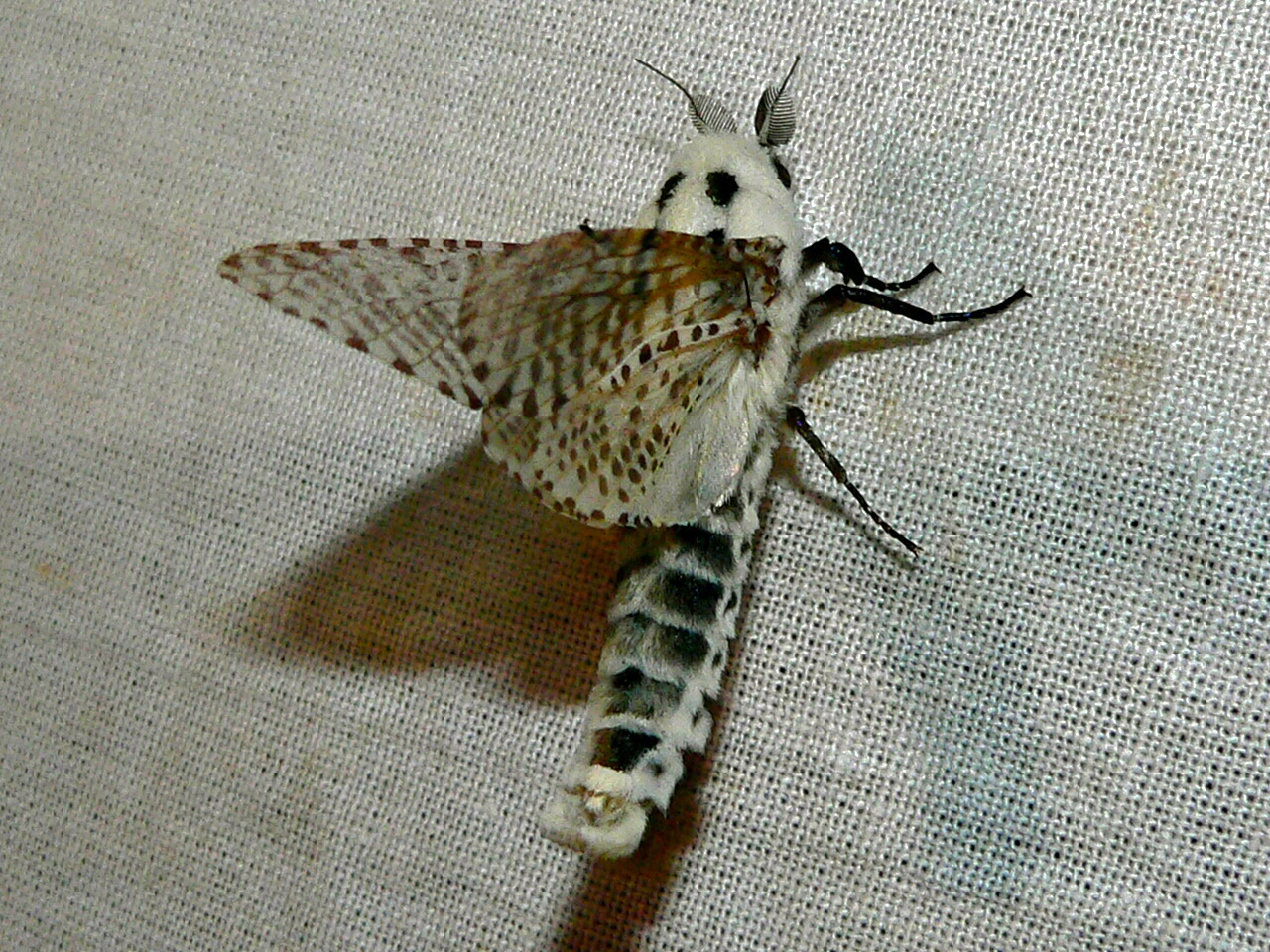
Vue partielle du revers
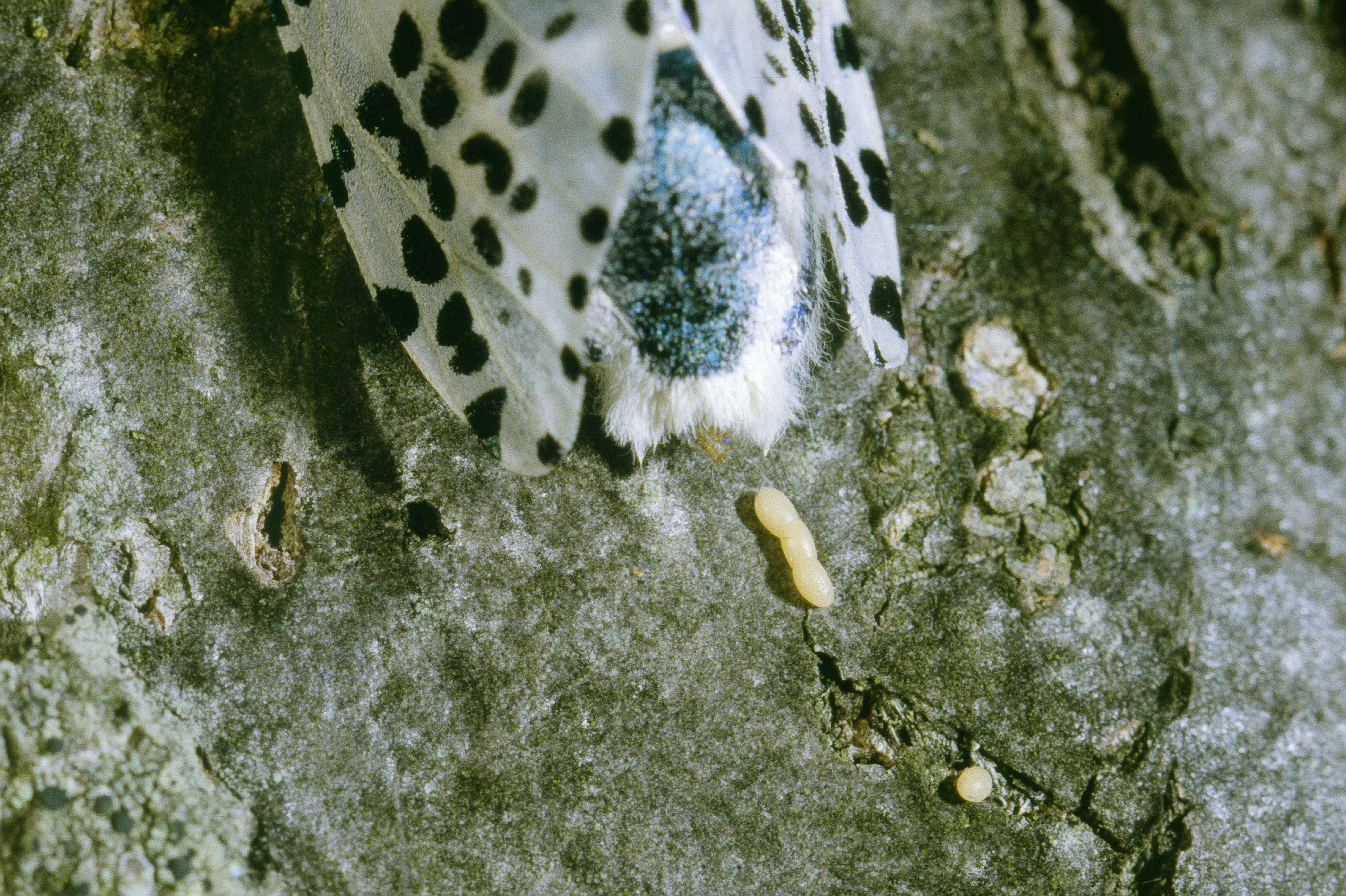
Ponte des œufs

## Biologie
Les papillons, qui ne vivent que quelques jours, sont nocturnes. Les femelles pondent leurs œufs surtout en juin sur les arbres, dans les fissures des écorces, ou dans les bourgeons, voire dans la terre. L'éclosion a lieu au bout de trois semaines.
Les chenilles pénètrent d'abord dans les parties vertes (feuilles, pétioles...) puis effectuent plusieurs migrations. Vers le mois d'août, elles creusent des galeries ascendantes dans le bois. Ces galeries sont repérables à l'extérieur par des amas de couleur rouge, formés de sciure et d'excréments. Au printemps suivant, la chenille poursuit le creusement de sa galerie au centre du rameau, affaiblissant fortement celui-ci. La nymphose se produit vers mai-juin. Dans les régions plus froides, comme le nord de la France, le cycle peut s'étaler sur deux ans, les chenilles hibernant un deuxième hiver dans le bois.
Cette espèce attaque principalement le pommier, le poirier, le frêne et le noyer, (le tilleul, le saule pleureur, l'érable plane dans le Gard), mais aussi le cerisier, le prunier et l'olivier (larves observées également sur cognassier, tulipier de Virginie et hêtre en avril 2007 en périphérie nord du Mans dans le département de la Sarthe). Les arbres attaqués, affaiblis, sont souvent la proie d'autres insectes xylophages.

## Répartition
Toute l'Europe. En France presque partout.

## Biotope
Forêts, régions boisées, parcs et vergers, jardins.

## Moyens de lutte
Afin d'éviter l'utilisation d'insecticides plus ou moins toxiques, traditionnellement on essayait de détruire les chenilles mécaniquement dans leurs galeries au moyen d'un fil de fer. On peut aussi injecter dans les galeries une matière bio-active à base de Bacillus thuringiensis. Au mois de mai, on peut tenter de boucher les futurs orifices de sortie des papillons pour en limiter la prolifération.

## Sous-espèces
- Zeuzera pyrina biebingeri W. & A. Speidel, 1986
- Zeuzera pyrina pyrina (Linnaeus, 1761)